# إرنو بيريس
إرنو بيريس (بالمجرية: Béres Ernő)‏ هو عداء المسافات المتوسطة مجري، ولد في 30 يوليو 1928 في ميشكولتس في المجر.

## وصلات خارجية
- إرنو بيريس على موقع أوليمبيديا (الإنجليزية)